# Carlo Sereni
Carlo Seréni (Sabbioncello San Vittore, 3 febbraio 1786 – Roma, 13 luglio 1868) è stato un ingegnere e matematico italiano.

## Biografia
Figlio di Luigi Seréni e Rosalba Morlanti, iniziò il suo percorso nel 1807 presso la scuola militare di Modena, distinguendosi al punto da essere elevato al grado di tenente del Genio nel 1811. Con questo rango, fu assegnato a Venezia per sovrintendere alle fortificazioni della città. Partecipò attivamente alle campagne napoleoniche del 1813 e 1814, ottenendo encomi che gli valsero la medaglia d'oro. Con la fine del Regno Italico, fu incaricato, in veste di comandante della piazza forte di Legnago nel veronese, della consegna del forte all'Austria.
Dopo il congedo, si ritirò a Ferrara, dove poté dedicarsi ai suoi studi prediletti di matematica e idrometria. Nel 1817, su indicazione del professor Venturoli, eminente scienziato e ingegnere capo del dicastero delle acque e strade dello Stato pontificio, il cardinale Consalvi lo nominò titolare della cattedra di geometria descrittiva presso l'Università di Ferrara. Questa nomina avvenne in sostituzione dell'ingegnere Gregorio Vecchi, richiamato a Roma per contribuire all'istituzione della Facoltà di ingegneria.
Fu chiamato a Roma per assumere l'incarico precedentemente ricoperto dal professor Vecchi, promosso a una posizione di maggior rilevanza. Nel 1821 gli fu concessa la cattedra di idrometria e geodesia in sostituzione dell'ingegner Bonaventura Benetti.
Il suo trattato di Geometria descrittiva, adottato dal rinomato matematico dell'epoca, il professor Gustavo Bidone dell'Università di Torino, gli valse l'inclusione nel collegio filosofico e matematico dell'Università di Roma da parte di papa Leone XII. Questa nomina equiparava Sereni ai professori più autorevoli del collegio universitario di Roma, come Venturoli e Cavalieri. A partire dal 1829 continuò a dimostrare la sua preparazione, producendo una serie di opere scientifiche che ottennero il plauso dei più eminenti accademici italiani, tra cui Tortolini, Venturoli, Cavalieri, Brighenti, Paleocapa, Ruffini, Vaccari e Caccianino.
Seréni fu nominato primo ingegnere nazionale dal pontefice Gregorio XVI. Papa Pio IX, nel 1847, lo nominò membro del supremo consiglio d'arte, nel 1866 lo insignì della commenda dell'ordine di San Giorgio Magno e nel 1867 lo scelse come successore del Cavalieri nel ruolo di presidente supremo del consiglio stesso. 
Seréni aveva sposato Orsola Petri, la quale morì prematuramente poco dopo la morte del loro unico figlio, Luigi, il quale si laureò in architettura e ingegneria con il massimo dei voti.
Carlo Seréni morì il 13 luglio 1868 a Roma.